# Markus Granlund
Markus Granlund (Oulu, 16 de abril de 1993) é um jogador de hóquei no gelo finlandês. Atualmente joga pelo Salavat Yulaev Ufa da Kontinental Hockey League (KHL).
Ele jogou duas temporadas na SM-liiga pelo HIFK antes de se mudar para a América do Norte para se juntar à Flames em 2013. Ele foi convocado pelo Flames depois de marcar um gol e dar assistência no jogo inaugural do Heat em 15 de outubro de 2015. Nos Jogos Olímpicos de Inverno de 2022 em Pequim, conquistou a medalha de ouro no torneio masculino.